# Sel-de-Bretagne
Sel-de-Bretagne é uma comuna francesa na região administrativa da Bretanha, no departamento Ille-et-Vilaine. Estende-se por uma área de 8,08 km². Em 2010 a comuna tinha 1 134 habitantes (densidade: 140,3 hab./km²).